# Edelfrauengrab-Wasserfälle
Die Edelfrauengrab-Wasserfälle (auch Wasserfälle am Edelfrauengrab) bei Ottenhöfen im westlichen Nordschwarzwald in Baden-Württemberg sind eine Folge von Wasserfällen in einer Schlucht, die der Gottschlägbach durch einen querenden Porphyr-Riegel geschnitten hat. Die Wasserfallschlucht ähnelt darin den gut drei Kilometer weiter südlich gelegenen größeren und bekannteren Allerheiligen-Wasserfällen, die zum benachbarten Talsystem der Rench gehören. Die Fälle sind ein touristisches Ziel von regionaler Bedeutung und werden oft zusammen mit dem Karlsruher Grat erwandert.

## Die Wasserfälle und ihr landschaftlicher Rahmen
Die Wasserfälle liegen im westlichen Fußbereich des von dort 600 bis 800 Meter ansteigenden Nordschwarzwälder Hauptkamms. Die Schlucht am Edelfrauengrab bildet landschaftsgeschichtlich eine Einheit mit dem aus dem gleichen Porphyr-Ganggestein aufgebauten schroffen Karlsruher Grat, dessen Südwand zum von Felshängen eingerahmten Gottschlägtal abfällt. Es entwässert nordwestwärts über die Fälle zur Acher. 
Die Szenerie des unteren Schluchteingangs wird beeinträchtigt durch die unmittelbare Nachbarschaft zu einem Steinbruch von maßstabsprengender Größe (Schotter- und Edelsplittwerk). Hier befindet sich aber auch die namengebende interessanteste Stelle mit dem 8 Meter hohen untersten Fall und einer grottenartigen großen Auskolkung in der Schluchtwand. Um diese entspann sich eine düstere Sage, nach der hier eine Edelfrau wegen versuchter Kindstötung lebendig eingemauert und dann ertränkt worden war.
Noch oberhalb der Schlucht liegt im Talgrund des Gottschlägtales der erste Wasserfall. Das Deglerbad ist drei Meter hoch und an einem Stichweg als fotogen beschildert. Knapp 300 Meter unterhalb beginnt mit der abrupten Talverengung zwischen moos- und farnüberwucherten Felshängen die eigentliche Folge von abwechslungsreich geformten Fallstufen, deren Höhen von drei bis acht Metern reichen. Insgesamt verliert der Bach auf dieser 190 Meter langen Schluchtstrecke 40 Höhenmeter.
Unterhalb der Fälle mündet unscheinbar von links der Sturzbach Holderbrünnle, der etwa 30 Meter oberhalb der Schluchtsohle einen weiteren, etwa 9 Meter hohen Wasserfall bildet. Das Gottschlägtal liegt in einer der niederschlagsreichsten Gegenden Deutschlands (in Kammlagen bis zu 2200 mm/Jahr), so dass im Sommer zwar das Holderbrünnle trockenfallen kann, nicht aber der Gottschlägbach. An den Wasserfällen beträgt seine mittlere Wasserführung etwa 120 l/s.

## Entstehung
Die großen Höhenunterschiede der umgebenden Gebirgslandschaft lassen unterschiedlich widerstandsfähige Gesteine im Gewässerlauf leicht als Gefällestufen bis hin zu Wasserfallbildungen augenfällig werden. Die vom Bach angeschnittene widerstandsfähige Rhyolith-Masse (bis zu 700 Meter mächtige Füllung einer Spalteneruption) ist im Schluchtbereich besonders in nordsüdlicher Richtung von Verwerfungslinien durchzogen. An diesen Schwächezonen bildet der westwärts fließende Gottschlägbach die meisten der Fallstufen aus. Die Gumpen am Fuß der Fallstufen lassen erkennen, dass an den Auftreffpunkten die größte Erosionsleistung wirksam ist. Insbesondere bei Hochwasser trägt auch die Kavitation dazu bei.

## Erschließung, Tourismus und Naturschutz
In den Jahren 1857 bis 1862 legte auf Erlass des Großherzoglich-Badischen Innenministeriums die Försterei Ottenhöfen die erste Weganlage an den Wasserfällen an. 1887 wurde das Gasthaus Edelfrauengrab errichtet. Bis hierher führt auch die Zufahrtstraße von Ottenhöfen zum Wandererparkplatz. 1966 musste nach einem Unwetter die Weganlage durch den Schwarzwaldverein wiederhergestellt werden. Heute ist der Steig ein Teil des Genießerpfades Karlsruher Grat.
Die Wasserfälle sind in das Naturschutzgebiet Gottschlägtal-Karlsruher Grat einbezogen.

## Fotos

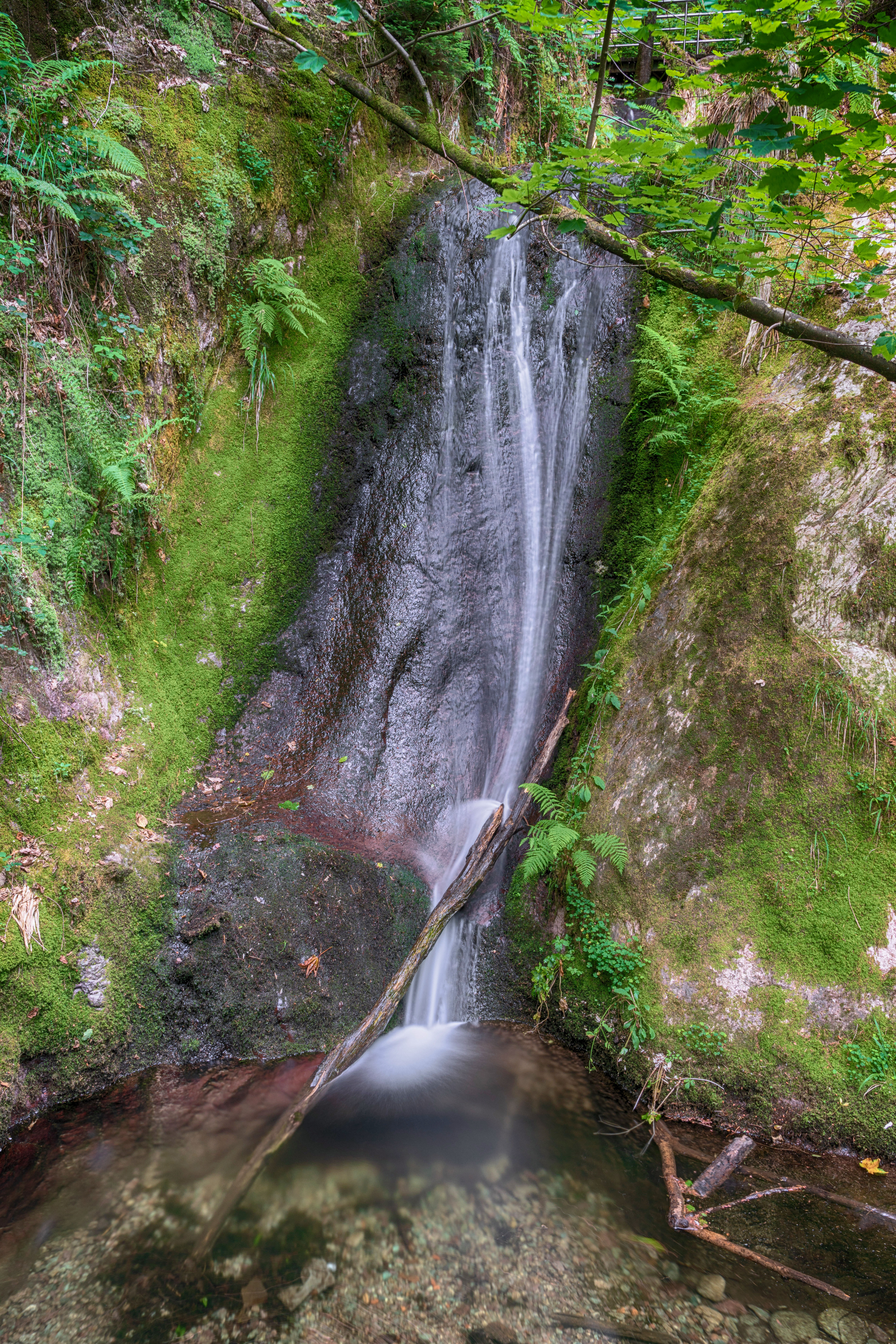
Wasserfall 1
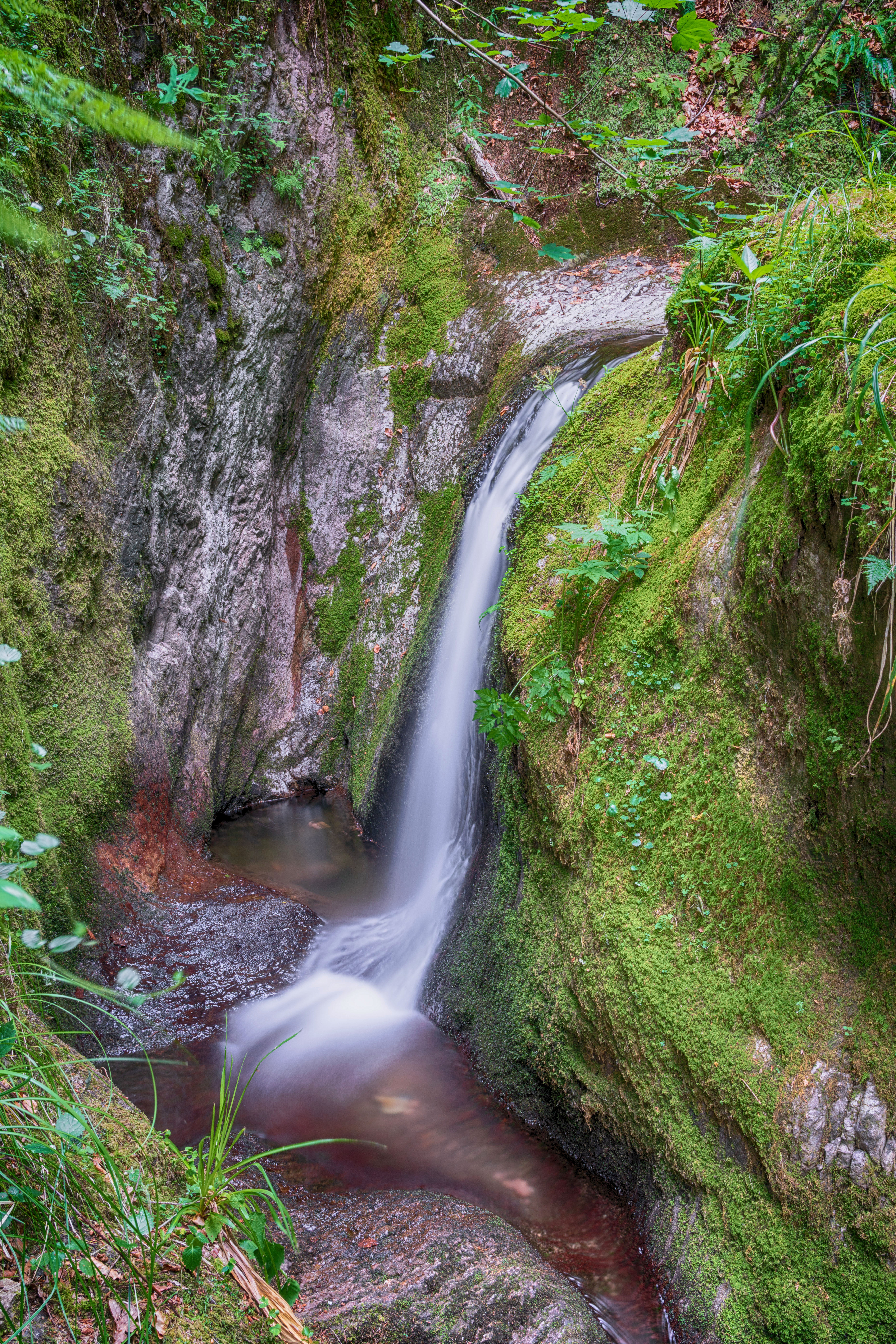
Wasserfall 2
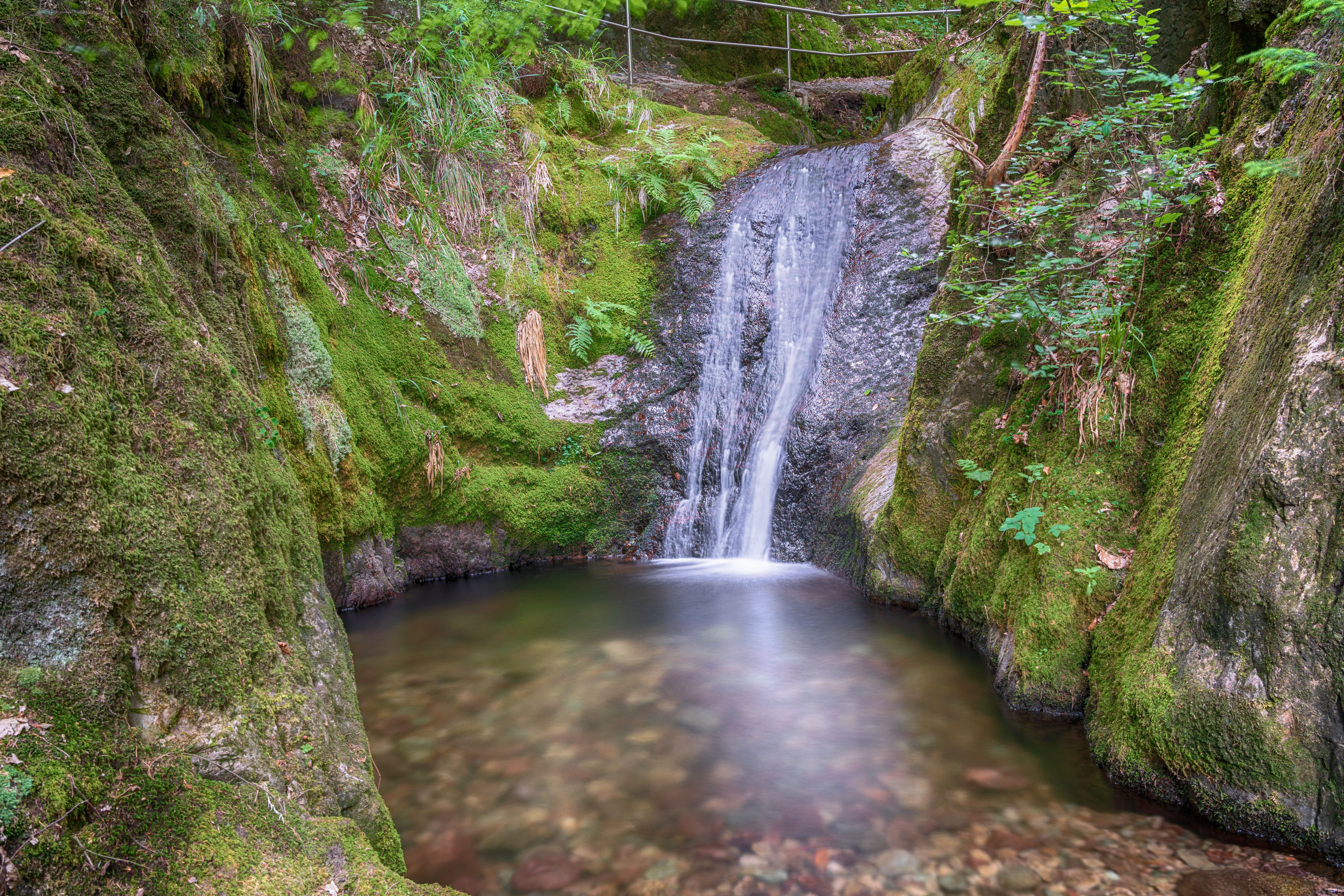
Wasserfall 3
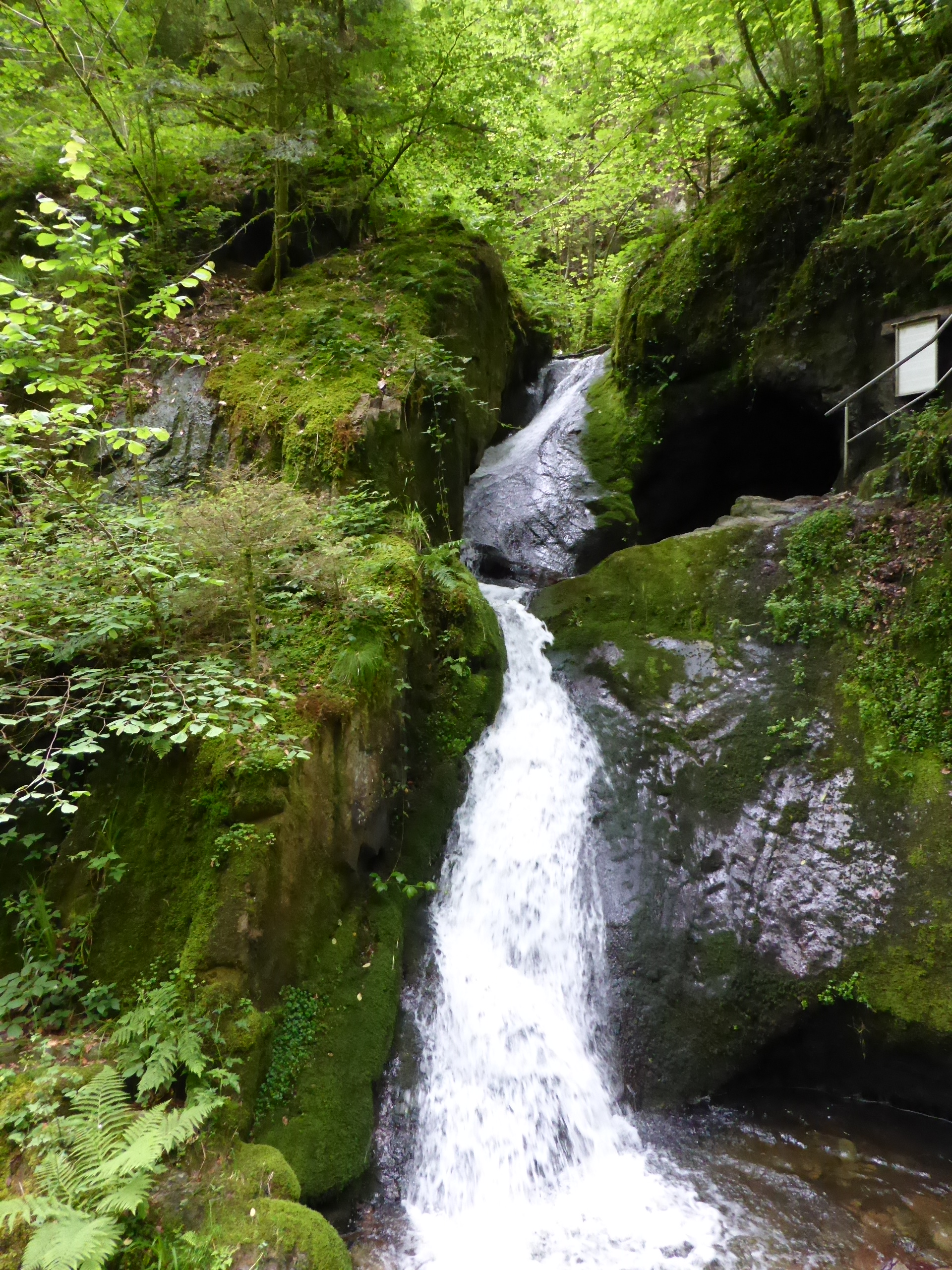
Unterer Fall
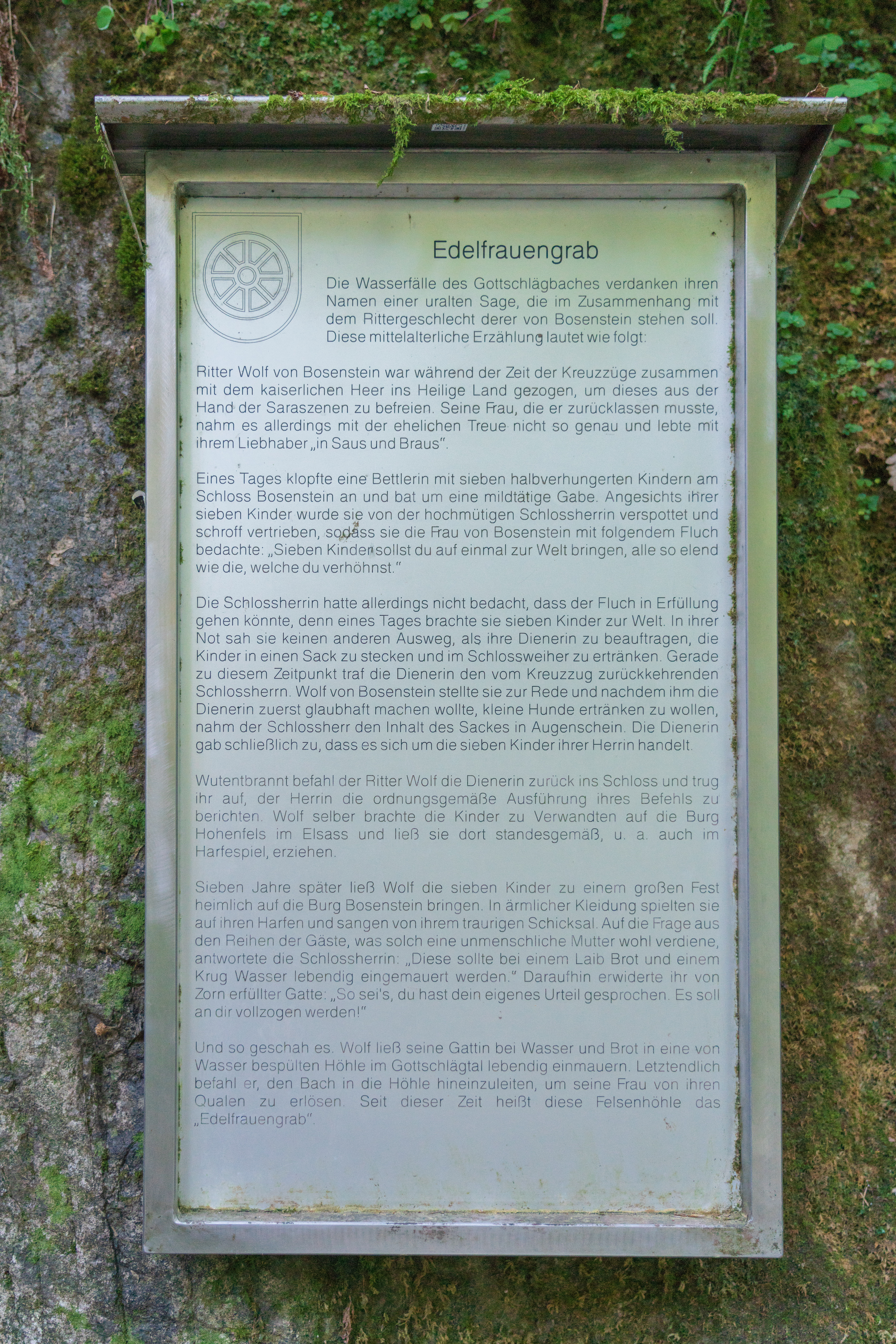
Die Sage